# Climat de Los Angeles

Graphique climatique de Los Angeles.

Le climat à Los Angeles est très différent selon les secteurs. Près de la côte et jusqu'à une dizaine de kilomètres à l'intérieur des terres, le climat est méditerranéen à été tempéré (type Csb) selon la classification de Köppen. Les alizés poussent les eaux chaudes de surface vers le large et les eaux plus froides remontent sur les zones côtières. Les épisodes de forte chaleur sont donc très limités. 
Cependant, une grande partie de la ville est située à plus d'une dizaine de kilomètres de l'océan Pacifique. Avec l'éloignement de l'océan froid, les écarts de température s'accroissent avec des hivers plus frais et des étés chauds voire caniculaires. Le climat est alors codé Csa, autrement dit un climat méditerranéen à été chaud dans la classification de Köppen. Ce code signifie que le climat est tempéré (C), que l'été est sec (s) et chaud (a).
Des montagnes de faible à moyenne altitude entourent également l'agglomération ce qui modifie encore le climat qui règne dans les vallées voisines. Avec l'effet d'ombre pluviométrique, le climat dans la vallée de San Fernando et dans le sud-est du bassin de Los Angeles est semi-aride (type BSk). Les températures sont fraîches l'hiver et la neige en plaine n'est pas un phénomène inconnu tandis que l'été est très chaud voire torride avec de puissantes vagues de chaleur.
Plus généralement on peut dire que le climat à Los Angeles est majoritairement méditerranéen à été chaud (type Csa) dans la plupart de l'agglomération, méditerranéen à été tempéré (type Csb) sur la côte et semi-aride (type BSk), en particulier derrière les reliefs.

## Description et facteurs
Los Angeles subit les courants marins de l'ouest, ce qui adoucit l'hiver et réchauffe la ville en été, ce qui explique la présence de canicules. 
Les hivers sont généralement humides (janvier et février sont les mois les plus humides) et les étés chauds et secs, ce qui empêche à Los Angeles d'avoir un climat sec car le climat tend à être semi-aride ou désertique si plus de 70 % des précipitations tombent en été.

## Normales
Selon les stations météorologiques, les valeurs peuvent varier d'un endroit à un autre.
| Mois                                | jan.  | fév.  | mars | avril | mai   | juin  | jui.  | août  | sep.  | oct.  | nov.  | déc.  | année   |
| ----------------------------------- | ----- | ----- | ---- | ----- | ----- | ----- | ----- | ----- | ----- | ----- | ----- | ----- | ------- |
| Température minimale moyenne (°C)   | 9,4   | 10    | 11,3 | 12,7  | 14,5  | 16,3  | 18,2  | 18,6  | 17,9  | 15,5  | 11,7  | 9     | 13,8    |
| Température moyenne (°C)            | 14,7  | 15    | 16,2 | 17,6  | 18,8  | 20,7  | 22,9  | 23,7  | 23,1  | 20,7  | 17,2  | 14,3  | 18,8    |
| Température maximale moyenne (°C)   | 20    | 20    | 21,1 | 22,4  | 23,2  | 25,1  | 27,8  | 28,9  | 28,3  | 25,9  | 22,7  | 19,7  | 23,8    |
| Ensoleillement (h)                  | 225,3 | 222,5 | 267  | 303,5 | 276,2 | 275,8 | 364,1 | 349,5 | 278,5 | 255,1 | 217,3 | 219,4 | 3 254,2 |
| Précipitations (mm)                 | 83,6  | 92,5  | 56,6 | 17,5  | 8,1   | 2,3   | 0,5   | 0     | 3,3   | 14,7  | 19,8  | 63    | 361,9   |
| Nombre de jours avec précipitations | 6,1   | 6,3   | 5,1  | 2,8   | 1,9   | 0,5   | 0,4   | 0,1   | 0,4   | 2,2   | 2,8   | 5,5   | 34,1    |

| Diagramme climatique                                  |          |              |              |             |             |             |           |             |              |              |         |
| J                                                     | F        | M            | A            | M           | J           | J           | A         | S           | O            | N            | D       |
| 209,483,6                                             | 201092,5 | 21,111,356,6 | 22,412,717,5 | 23,214,58,1 | 25,116,32,3 | 27,818,20,5 | 28,918,60 | 28,317,93,3 | 25,915,514,7 | 22,711,719,8 | 19,7963 |
| Moyennes : • Temp. maxi et mini °C • Précipitation mm |          |              |              |             |             |             |           |             |              |              |         |

### Températures
Avec la station météorologique du centre ville, la température moyenne annuelle est de 19,2 °C. L'amplitude thermique entre le mois le plus froid (décembre) et le mois le plus chaud (août) est de 9,3 °C.

### Précipitations
Les précipitations moyennes annuelles sont de 379,2 mm.  L'amplitude des précipitations entre le mois le plus sec (juillet) et le mois le plus humide (février) est de 96,2 mm.

### Ensoleillement
La région fait partie de la Sun Belt (« ceinture du soleil ») et profite ainsi de 320 jours d'ensoleillement annuel et de 3 254,2 h en moyenne par an. Juillet est le mois le plus ensoleillé avec 364,1 h en moyenne.

## Records
Les canicules arrivent en automne lorsqu'un vent catabatique nommé « Santa Ana » souffle sur la Californie du Sud, comme en septembre 2010 avec 45 °C .
Le record de froid est de −4,4 °C.
| Mois                                  | jan.    | fév.    | mars    | avril   | mai     | juin    | jui.    | août    | sep.    | oct.    | nov.    | déc.    | année   |
| ------------------------------------- | ------- | ------- | ------- | ------- | ------- | ------- | ------- | ------- | ------- | ------- | ------- | ------- | ------- |
| Record de froid (°C) date du record   | −2 1949 | −2 1883 | −1 1893 | 2 1901  | 4 1883  | 8 1894  | 9 1888  | 9 1901  | 7 1880  | 4 1892  | 1 1886  | −1 1978 | −2 1949 |
| Record de chaleur (°C) date du record | 35 1971 | 35 1995 | 37 1879 | 41 1989 | 39 1896 | 44 1990 | 43 1891 | 41 1885 | 45 2010 | 42 1987 | 38 1966 | 33 1938 | 45 2010 |